# Guichenotia tuberculata
Guichenotia tuberculata är en malvaväxtart som beskrevs av C.F.Wilkins. Guichenotia tuberculata ingår i släktet Guichenotia och familjen malvaväxter. Inga underarter finns listade i Catalogue of Life.